# テフヌト

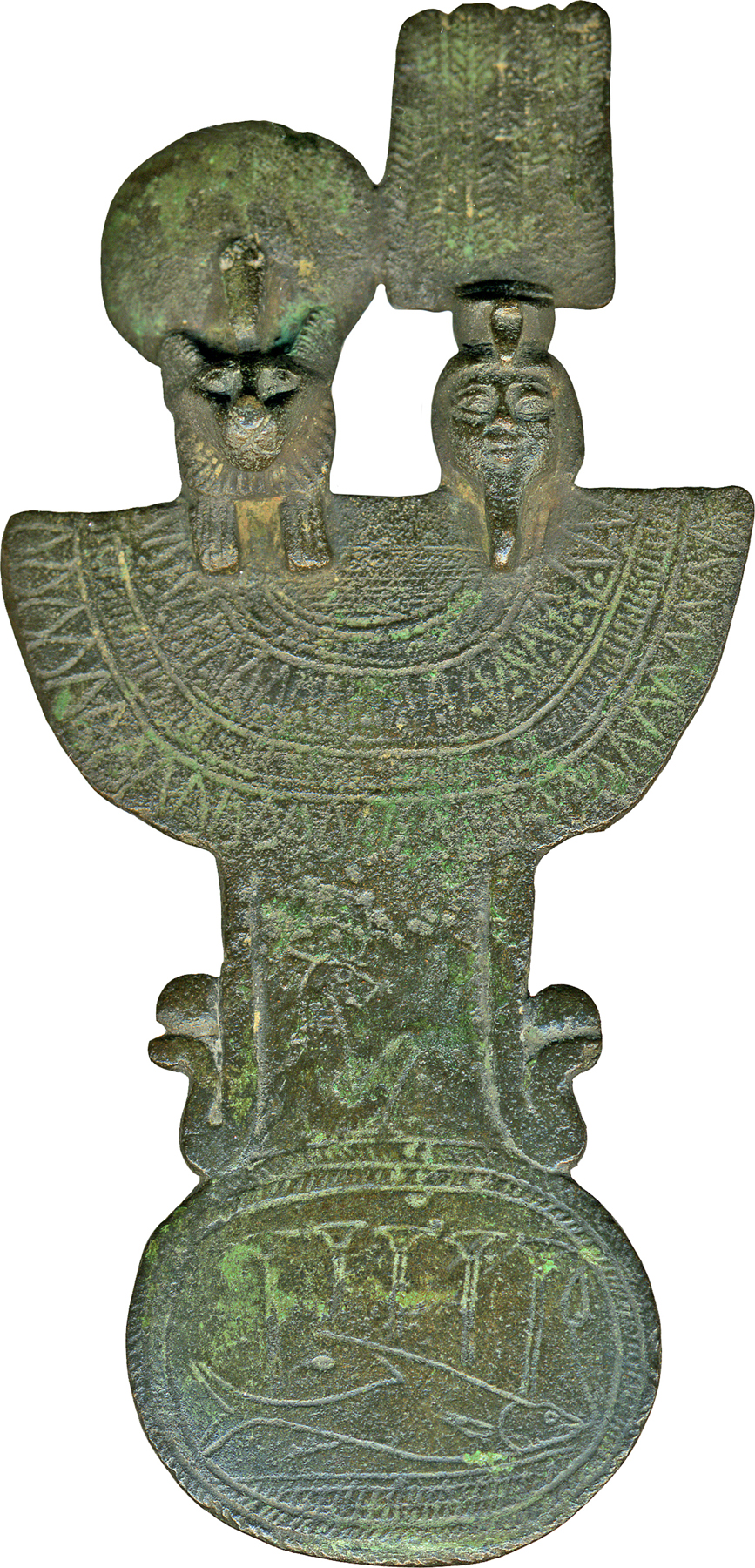
女神テフヌトと、兄にして夫の神シューを描いたメナトという楽器

テフヌト（Tefnut）は、エジプト神話における湿気の女神。ヘリオポリス九柱神に数えられる。テフヌト、テフヌウト、テフェネト、テフヌートなどとも表記され、ギリシア語ではトフェニスと呼ばれる。

## 概要
創造神アトゥムを親に持ち、アトゥムの自慰によって生まれた（ラーと習合されたため、ラーともされる）。配偶神は兄でもある大気の神シュー。彼との間に大地の神ゲブと天空の女神ヌトを成した。雌ライオンもしくは、ライオンの頭を持った女神として描かれる。シューの妻としての伝承ばかりでテフヌト単独での伝承は、ほとんど見られない。テフヌトは天空を押し上げる夫を助け、一心同体の存在として世界の安定のために働く。

## 他の神々との習合
テフヌトは、シューの妻となる前に家出をしたという神話があり、宮殿で退屈していたテフヌトは父親（ここでは太陽神ラーとされる）に何も告げず、南のヌビア砂漠へ家出してしまう。獰猛な雌ライオンとなって気ままに駆け回っていたテフヌトに父親は、息子シューと知恵の神トートに依頼し、ようやく連れ戻すことに成功した、という内容である。
太陽神ラーの娘であること、雌ライオンの姿を持つことから、エジプトの女神バステトとセクメト、セクメトと同一視された女神ハトホルと同一視されることがある。

## ギャラリー

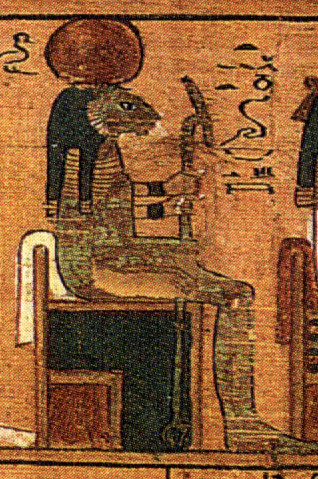
『死者の書』に描かれたテフヌト